# U-Bahn-Station Südtirolerplatz - Hauptbahnhof
Südtiroler Platz – Hauptbahnhof is een tram- en metrostation van de Wiener Linien in het district Wieden van de Oostenrijkse hoofdstad Wenen. Het station werd geopend op 7 mei 1959 als ondergrondse tramhalte en sinds 25 februari 1978 wordt het ook bediend door lijn U1.

## Geschiedenis
In de jaren 50 van de 20e eeuw groeide het wegverkeer sterk en om de auto ruim baan te geven besloot het Weense stadsbestuur in 1956 om tramlijn 18, die over de Wiedner Gürtel reed, ondergronds te leggen en parallel daaraan ook vier rijbanen van de Gürtel zodat de Favoritenstraße ongelijkvloers gekruist kon worden. Tegelijk was de ÖBB begonnen met de bouw van de Schnellbahntunnel, als onderdeel van de Stammstrecke, die ook een station bij de Südtiroler Platz zou krijgen.
Het ondergrondse tramstation werd op 7 mei 1959 geopend voor de reizigersdienst, het naastgelegen S-Bahn station volgde op 17 januari 1962. In 1964 werd begonnen met het doortrekken van de tramtunnel onder de Gürtel naar het westen. Op 11 januari 1969 werd deze aangesloten op het tramstation, bijna een jaar na het metrobesluit van 26 januari 1968. In plaats van ondergrondse trams zou er een metronet komen waarvan de U1 de tramtunnel zou kruisen bij de Südtirolerplatz. De nadere uitwerking van het metronet, de netzvariante M uit 1970 kende ook een metrolijn U6A in de tot metro omgebouwde tramtunnel, dit is echter niet gerealiseerd. De perrons van de U1 werden op 25 februari 1978 geopend. De overstaptunnels tussen tram en metro lagen onder het tramstation. In het kader van de bouw van het nieuwe Hauptbahnhof werd het tramstation omgebouwd, kwamen er nieuwe passages en werden bestaande gangen voor het publiek gesloten.

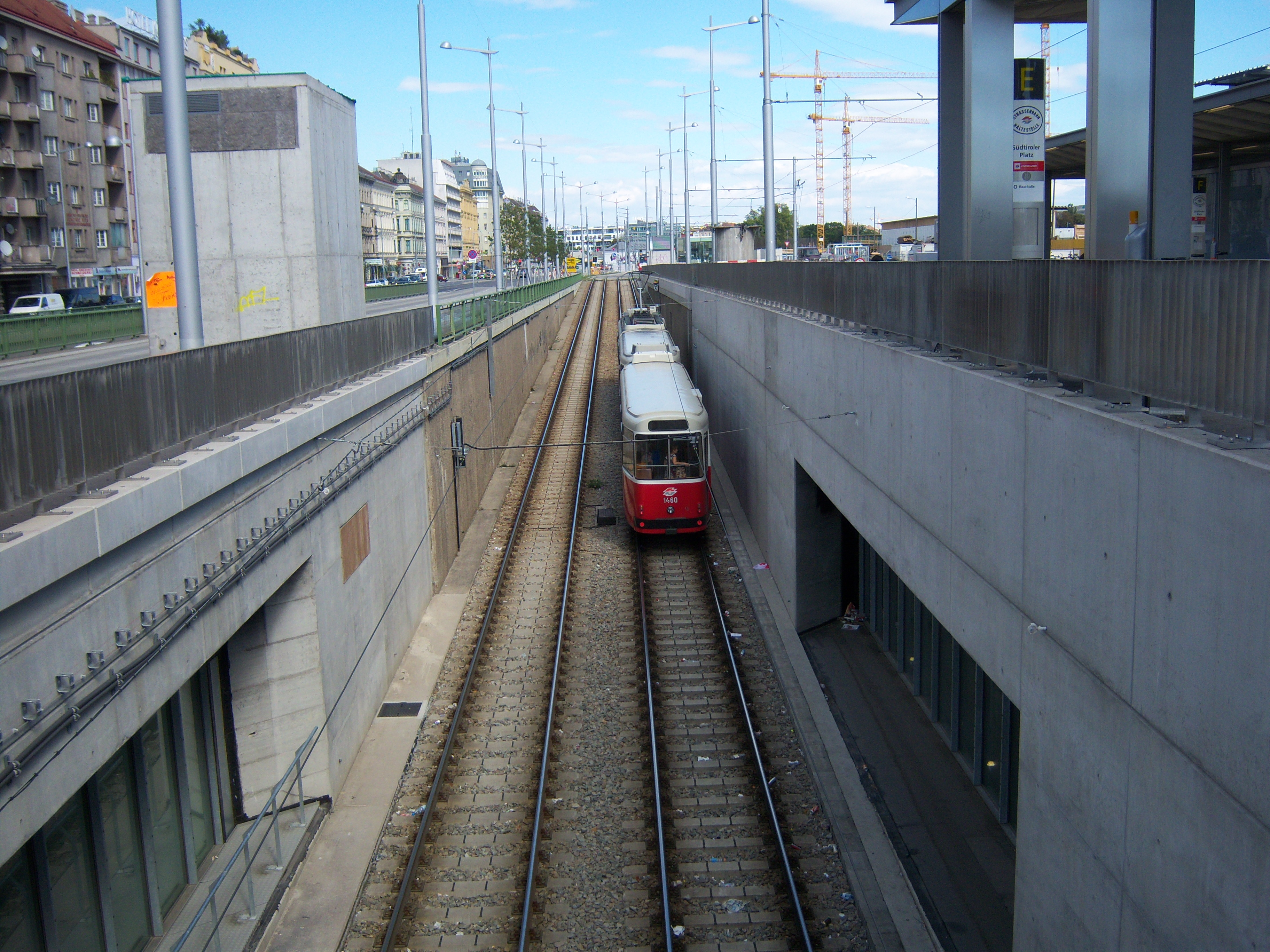
De helling aan de oostzijde
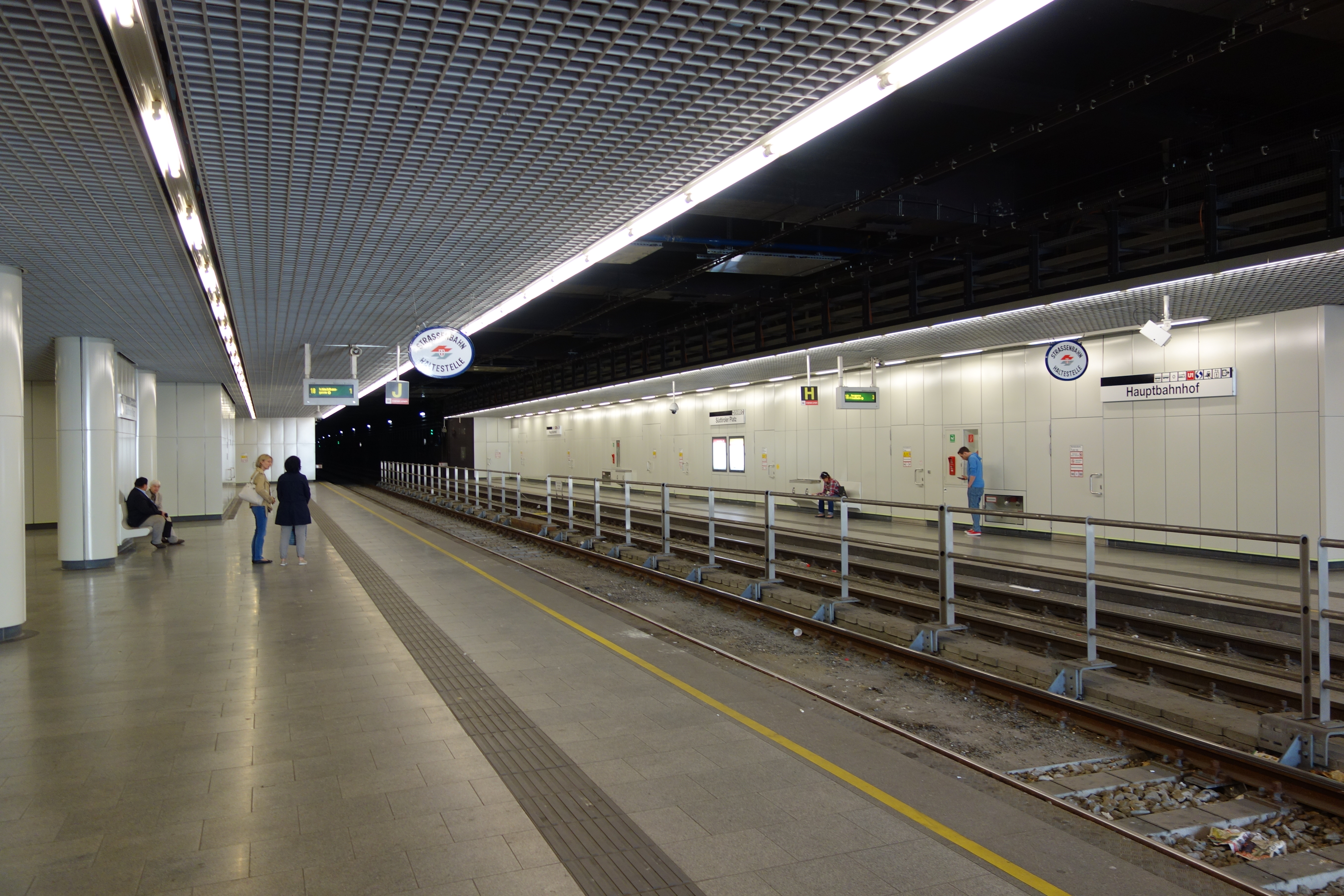
De ondergrondse tramperrons.

## Tram
Het ondergrondse tramstation van lijn 18 bestaat uit twee tegenover elkaar liggende zijperrons die elk lang genoeg zijn voor twee trams. Tramlijn O, die ook over de Gürtel rijdt, heeft een bovengrondse halte omdat die ten zuiden van het station de Laxenburger Straße volgt. Beide haltes gebruiken de naam Hauptbahnhof. De trams die door de Favoritenstraße, lijn 66, 67 en 167, werden opgeheven toen de U1 geopend werd. Tramlijn D stopt ook bij het Hauptbahnhof maar die halte ligt een flink eind van het tramstation, namelijk in de Karl-Popper-Straße bij de oostelijke ingang van het station.
Het tramstation heeft een gemeenschappelijke hal met de metro op niveau -2, die met trappen en liften met de tramperrons is verbonden. De hal is via een roltrapgroep verbonden met een middenhal tussen de buizen van de metro.

## Metro
De perrons van de metro liggen op niveau -3, ongeveer 20 meter diep, onder de Favoritenstraße, tussen de kruising met de Kolschitzkygasse respectievelijk Weyringergasse en de Wiedner Gürtel. De perrons liggen elk in een eigen perrontunnel en werden samen met het eerste deel van de U1 op 25 februari 1978 in gebruik genomen. Naast de toegang via de hal van de Wiener Linien zijn op de twee noordelijke hoeken van de Südtirolerplatz toegang die onderling verbonden zijn door een voetgangerstunnel. Deze tunnel is ter hoogte van de noordelijke roltrapgroep met een vaste trap met de lager gelegen hal van de Wiener Linien verbonden met een vaste trap. Daarnaast zijn de metroperrons aan de noordkant via een roltrapgroep verbonden met uitgangen op de hoeken van de Kolschitzkygasse en de Weyringergasse.

## Naam
De naam van het station Südtiroler Platz kreeg op 9 december 2012 alleen de toevoeging Hauptbahnhof omdat vertegenwoordigers van Südtirol, waarvan Oostenrijk volkenrechtelijk beschermmacht is, bij het stadsbestuur voor behoud van de oorspronkelijke naam hadden gepleit. In december 2014 zou het metrostation ook in Hauptbahnhof worden omgedoopt maar dat gebeurde niet. De ingangen dragen nog steeds de naam Südtiroler Platz, de naam Hauptbahnhof wordt bovengronds wel op de wegwijzers gebruikt.

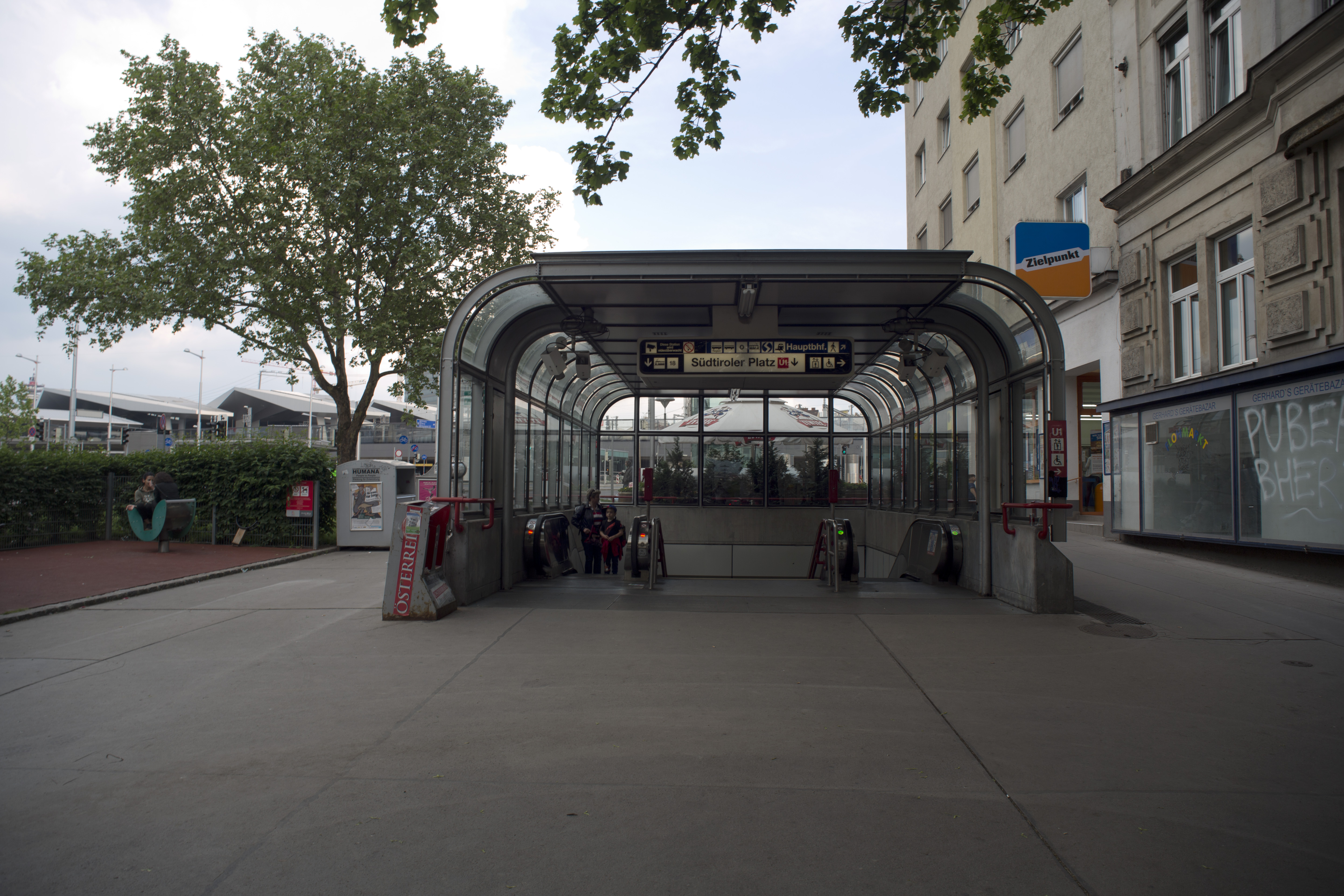
De toegang op de Südtirolerplatz
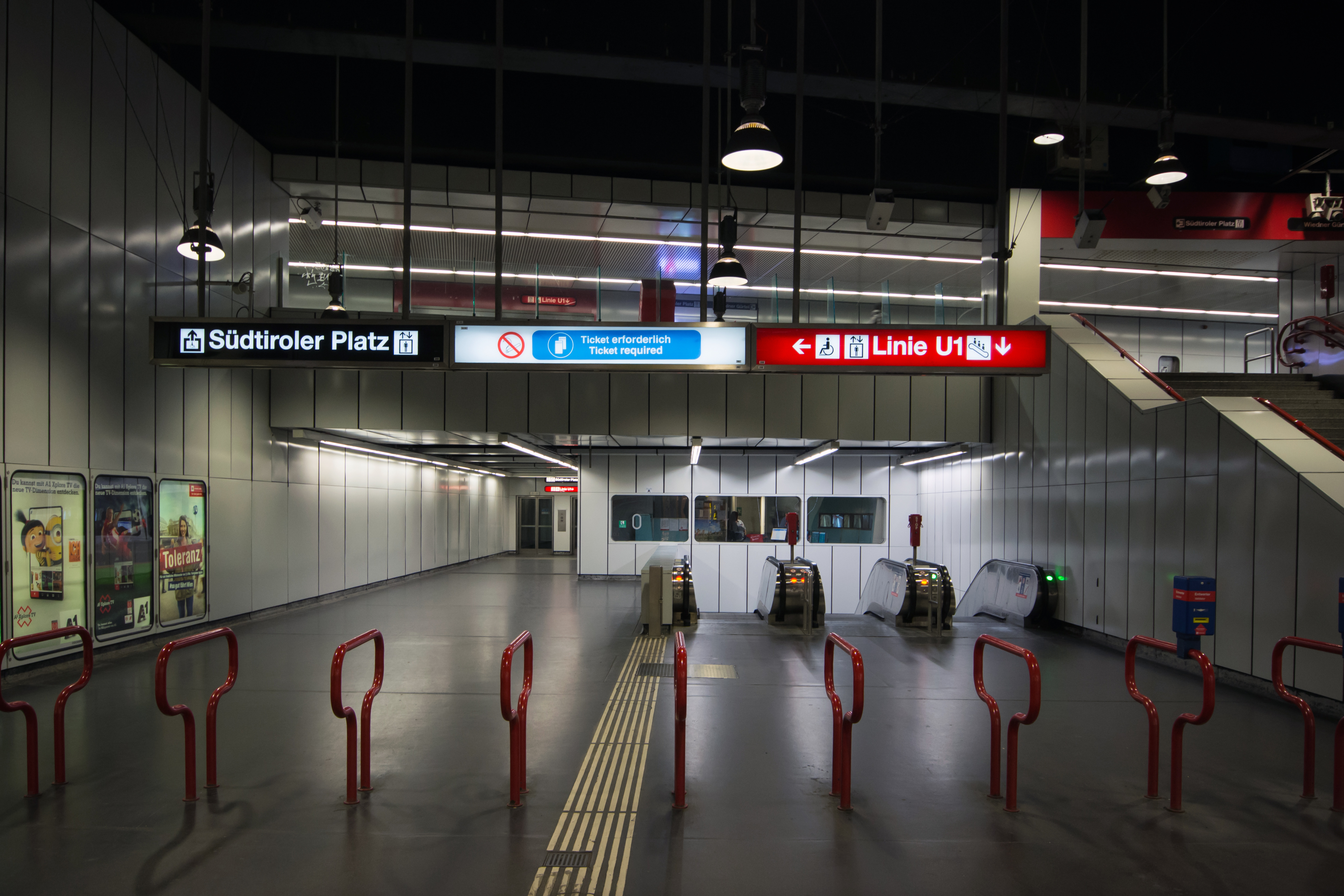
De hal van Wiener Linien, tussen tram en metro.
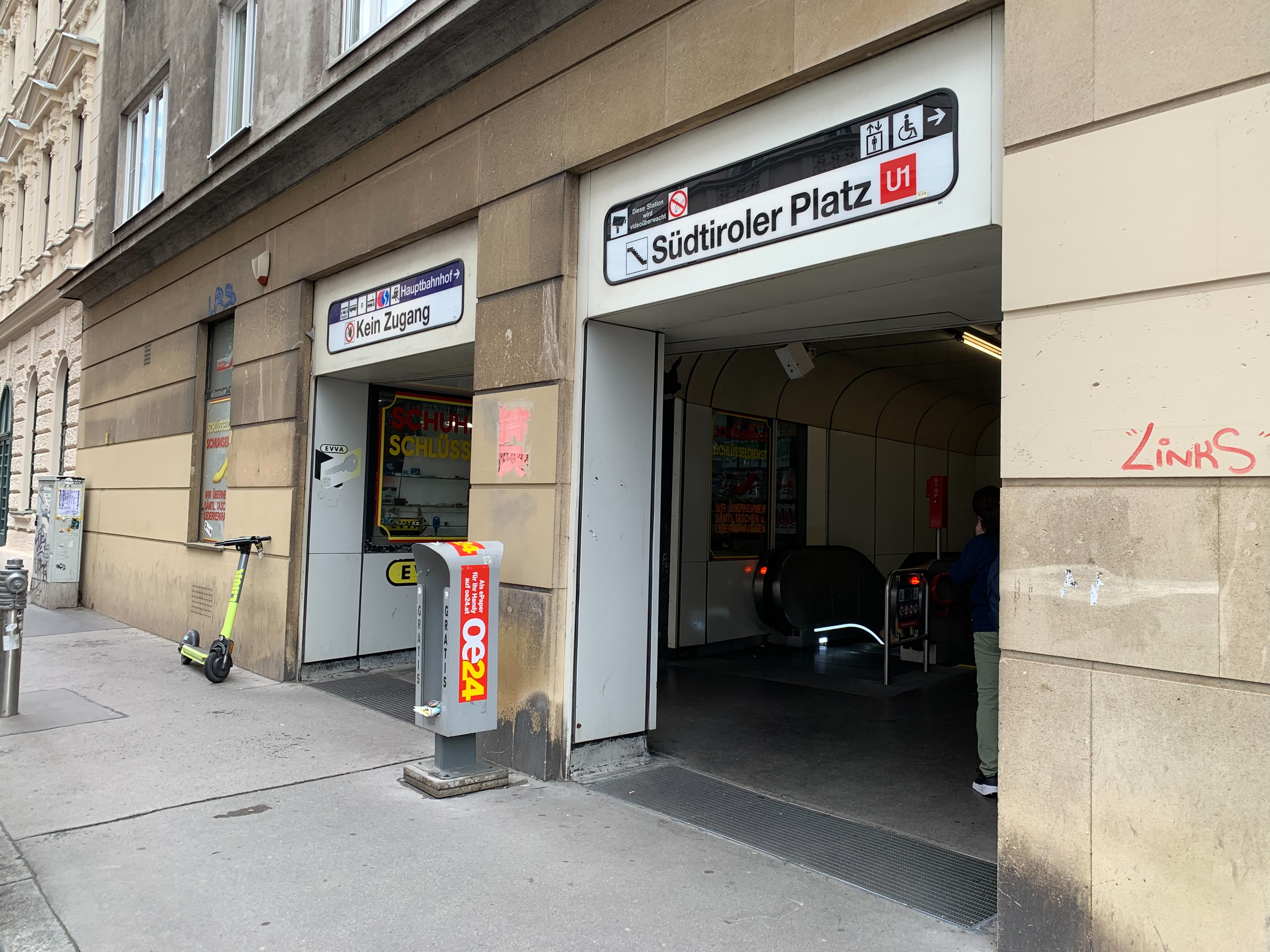
De ingang in de Weyringergasse.